# Wilm Hosenfeld
Lengyel állampolgárok élete megmentéséért Lech Kaczyński 2007. októberében Orden Polonia Restituta kitüntetésben részesítette. 2008. november 25.-én  Władysław Szpilman és fia, Andrzej Szpilman kérelmére, valamint kitartó kutatásainak eredményeként. melyekkel bizonyították, hogy a Wehrmacht tiszt semmiféle háborús bűntettet nem követett el, Hosenfeldnek  a jeruzsálemi Jad Vasem Intézet a Világ Igaza címet adományozta.  
Wilhelm Adalbert „Wilm“ Hosenfeld (Mackenzell, Fulda mellett,  Német Birodalom, 1895. május 2. – Sztálingrád mellett, 1952. augusztus 13.) német katonatiszt, tanár.

## Élete
Varsói tartózkodása idején a Wehrmacht által használt sportlétesítmények egyik felügyelője volt.
A varsói felkelés idején Hosenfeld százados megmentette Władysław Szpilman lengyel zongorista és zeneszerző életét, amikor Varsó már romokban hevert. Ételt és meleg takarót vitt neki, biztosította pár hétig az életben maradását. Ő és néhány tiszttársa együttérzett a németek által megszállt lengyelekkel, köztük a zsidókkal, és nagyon szégyellték a németek tetteit, így igyekeztek annyit segíteni, amennyit csak tudtak.
Hosenfeldet a szovjetek 1945. január 17-én foglyul ejtették. 25 év munkatáborra ítélték háborús bűncselekmény miatt. Annak ellenére, hogy rengetegen közbenjártak az ügyében, a szovjetek kitartottak bűnössége mellett. Hosenfeld szovjet munkatáborban halt meg embertelen körülmények között, agyvérzés következtében.

## Referenciák
- Lásd: A zongorista c. filmet, rendező: Roman Polański
- Wilm Hosenfeld: "Ich versuche jeden zu retten" – Das Leben eines deutschen Offiziers in Briefen und Tagebüchern  (Wilm Hosenfeld: „Megpróbáltam megmenteni, akit csak tudtam” – Egy német tiszt élete levelekben és naplóban), szerkesztette és a jegyzeteket írta Thomas Vogel, kiadta a Militärgeschichtlichen Forschungsamt (MGFA: Hadtörténeti Kutatóintézet), Deutsche Verlags-Anstalt, München, 2004. ISBN 3-421-05776-1

## Külső hivatkozások
- Roman Polanski "Zongorista" c. filmje kapcsán említik Hosenfeldet
- Egy lap Hosenfeld unokájának weboldaláról, ami a "Zongorista" c. filmről szól